# Eberhard L. Wittmer
Eberhard-Ludwig Wittmer (Freiburg im Breisgau, 20 april 1905 – 22 april 1989) was een Duits componist.

## Leven
Wittmer studeerde eerst pedagogiek aan het leraarseminar in Freiburg im Breisgau en van 1932 tot 1935 aan het conservatorium te Freiburg im Breisgau, onder andere bij Julius Weismann. Daarna was hij muziekleraar in Freiburg im Breisgau. Kort na de overname van de macht door de nazi's werd hij lid van de Nationaalsocialistische Duitse Arbeiderspartij (NSDAP). Hij was onder anderen ook dirigent van de Männergesangverein Teningen.

## Composities

### Werken voor orkest
- Acht Variationen über "O, du lieber Augustin"
- Im Zirkus, suite

### Werken voor harmonieorkest
- 1941 Suite
- 1955 Sarabande
- Sinfonische Musik

### Werken voor koor
- 1941 Liederencyclus: "Feldzug in Polen"
- Abendlied, voor gemengd koor
- Bildnis im Sommer, voor mannenkoor
- Festliche Hymne "Singe, o singe dich, Seele über den Eintag empor", voor mannenkoor, piano en blazers
- Gesang in der Frühe, voor mannenkoor
- Heilige Flamme, voor mannenkoor
- Hochzeitslied "Heut ist der liebst Tag!", voor mannenkoor
- Requiem "Seele, vergiß sie nicht", voor mannenkoor
- Sommer "Singe, singe meine liebe Seele", voor mannenkoor
- Sturm "Hoje ho! Der Nordsturm setzt das Horn", voor mannenkoor
- Lieder aus den Bergen, voor mannenkoor
- Weihnachtslied, voor vrouwenkoor
- Zwei Mariengesänge, voor gemengd koor

### Kamermuziek
- 1941 Musik, voor hobo en orgel
- Sarabande, voor blazersensemble

### Werken voor accordeon
- 1935 Am Weiher
- 1935 Gavotte
- 1935 Intermezzo
- 1935 Legende
- 1938 Auf Fahrt
- 1938 Hirtenspiel
- 1941 Suite in sieben Bildern, duett voor twee accordeons
- 1942 Nocturne
- 1942 Romanze
- 1947 Gespensterserenade
- 1947 In einem alten Dom
- 1950 Scherzo
- 1957 Agitato
- 1957 Lento
- Concert, voor altsaxofoon en accordeon-orkest
- Concert, voor piano en accordeon-orkest
- Im Zirkus, voor accordeon-orkest